# Horgoš
Horgoš (Hongaars: Horgos) is een dorp in Servië in de provincie Vojvodina. De plaats maakt onderdeel uit van de gemeente Kanjiza en is gelegen aan de Hongaarse grens. Het dorp heeft ruim 5.600 inwoners en is daarmee na de hoofdplaats van de gemeente de grootste kern.
Tot 1920 en tussen 1940 en 1945 was Horgos een onderdeel van Hongarije. Het grootste deel van de bevolking is etnisch Hongaars.

## Bevolkingssamenstelling
| Nationaliteit  | Aantal | %     |
| -------------- | ------ | ----- |
| Hongaren       | 5302   | 83,82 |
| Serviërs       | 436    | 6,89  |
| Roma           | 298    | 4,71  |
| Joegoslaven    | 114    | 1,80  |
| Montenegrijnen | 23     | 0,36  |
| Kroaten        | 20     | 0,31  |
| Boenjewatsen   | 9      | 0,14  |
| Albanezen      | 6      | 0,09  |
| Duitsers       | 3      | 0,04  |
| Oekraïners     | 1      | 0,01  |
| Slovenen       | 1      | 0,01  |
| Slowaken       | 1      | 0,01  |
| Roethenen      | 1      | 0,01  |
| Roemenen       | 1      | 0,01  |
| Moslims        | 1      | 0,01  |
| Macedoniërs    | 1      | 0,01  |